# Варадкар, Лео
Ле́о Э́рик Вара́дкар (ирл. Leo de Varad, англ. Leo Eric Varadkar; род. 18 января 1979, Дублин, Ирландия) — ирландский политик индийского происхождения, лидер партии Фине Гэл (2017—2024). С 14 июня 2017 по 27 июня 2020 года и с 17 декабря 2022 года по 9 апреля 2024 года — премьер-министр Ирландии.

## Биография

### Личная жизнь
Сын индийского врача из Мумбаи Ашока Варадкара и ирландской медсестры Мириам Варадкар (она познакомилась с будущим мужем, когда оба работали в Великобритании). В 1973 году семья переехала в Ирландию. Лео Варадкар — младший из троих детей, стал врачом, как и его сестра София (другая сестра — Соня — получила квалификацию медсестры). Окончил Тринити-колледж в Дублине, куда пришёл из патронируемой англиканской церковью Ирландии старинной частной школы — Кингз-госпиталь. Проходил практику в медицинском колледже Мумбаи, родном городе своего отца.
В 2015 году в интервью ирландской телекомпании RTÉ признал свою гомосексуальность (до 1990-х разводы и однополая сексуальная ориентация в Ирландии были вне закона). Его партнёр, Мэтью Барретт, работает врачом университетской больницы в Дублине. Лео Варадкар стал четвёртым в мире главой правительства, являющимся открытым геем.

### Политическая карьера
Варадкар занялся политикой в молодёжной организации партии Фине Гэл, когда ещё учился на медицинском факультете. В 1999 году предпринял первую неудачную попытку участия в местных выборах в Малуддарте, где получил 360 голосов, чего оказалось недостаточно для избрания. В 2003 году сенатор Шила Терри была вынуждена освободить своё кресло в совете графства Фингал после проведения законодательства, запрещающего такое совмещение. Варадкар занял её место по назначению, а в 2004 году победил на выборах и сохранил его за собой.
В 2007 году избран в нижнюю палату парламента Ирландии — Дойл Эрен. С началом в 2008 году мирового экономического кризиса состояние экономики ухудшилось, и после парламентских выборов 2011 года правящую коалицию возглавила партия Фине Гэл, а Варадкар стал министром транспорта, туризма и спорта, затем — здравоохранения.
По итогам парламентских выборов 26 февраля 2016 года переизбран в Палату представителей от округа Западный Дублин.
6 мая 2016 года получил портфель министра социальной защиты в правительстве 32-го созыва парламента Ирландии, которое вновь возглавил Энда Кенни.
2 июня 2017 года с результатом 60 % голосов одержал победу над действующим министром жилищного хозяйства Саймоном Ковни по итогам выборов лидера партии.

### Премьер-министр Ирландии (2017—2020)
14 июня 2017 года в качестве лидера правящей партии вступил в должность премьер-министра Ирландии, став первым геем и самым молодым главой правительства в истории страны. В сформированном правительстве получил также портфель министра обороны.
В этот же день, 14 июня, заявил о необходимости проведения референдума по вопросу принятия восьмой поправки к Конституции Ирландии, легализующей аборты, в 2018 году.
28 ноября 2017 года заместитель премьер-министра и министр предпринимательства Фрэнсис Фицджеральд ушла в отставку из-за обвинений, относящихся к периоду её нахождения в должности министра юстиции. Парламент и пресса развернули кампанию, утверждая, что она оставила тогда без поддержки сержанта полиции Мориса Маккейба (Maurice McCabe), сообщившего о злоупотреблениях в его ведомстве. Фицджеральд опровергла обвинения, но, накануне голосования в парламенте о недоверии к ней, приняла указанное решение во избежание возможного правительственного кризиса. Исполнение обязанностей министра предпринимательства временно перешло к Варадкару.
30 ноября 2017 года Саймон Ковни назначен заместителем премьер-министра в дополнение к своим обязанностям министра иностранных дел, а министр культуры Хизер Хамфрис получила портфель министра предпринимательства (её прежняя должность перешла к новому лицу в правительстве — Джозефе Мадиган).
В ходе переговоров между Евросоюзом и Великобританией об условиях «Брексита» одной из существенных проблем стал статус сухопутной границы между Ирландией и Северной Ирландией. Варадкар заявлял о категорическом несогласии с установлением полноценного пограничного контроля на этом рубеже в будущем, а в марте 2018 года осудил британские планы введения предварительной регистрации желающих пересечь границу.
25 мая 2018 года в Ирландии состоялся обещанный Варадкаром референдум об отмене восьмой поправки к Конституции (официально именуемый референдумом о Тридцать шестой поправке к Конституционному биллю 2018). Уже 26 мая, не дожидаясь окончательных итогов подсчёта голосов, Варадкар объявил о победе, назвав её «тихой революцией» и пообещал проведение через парламент законодательства о либерализации абортов к концу года.
25 августа 2018 года Варадкар принял Папу Римского Франциска, прибывшего в Ирландию с визитом, одной из ключевых тем которого стали обвинения католических священнослужителей в педофилии. В своей речи Варадкар призвал к установлению новых отношений между церковью и государством в новых условиях, когда религия больше не занимает центральное место в общественной жизни.
14 января 2020 года президент Ирландии Хиггинс удовлетворил просьбу Варадкара о роспуске парламента и назначении парламентских выборов на 8 февраля 2020 года.
По итогам голосования партия Фине Гэл получила 35 мест в Палате представителей, оказавшись по этому показателю на третьем месте (Фианна Файл и Шинн Фейн получили соответственно 38 и 37 мест).
20 февраля 2020 года подал прошение об отставке после того, как не смог набрать достаточного количества голосов в ходе голосования за кандидатов на пост премьера в палате представителей.
12 марта 2020 года, находясь с официальным визитом в Вашингтоне по случаю Дня Святого Патрика, Варадкар объявил на пресс-конференции о закрытии в Ирландии на период до 29 марта всех школ и университетов в целях борьбы с распространением коронавирусной инфекции COVID-19. По состоянию на эту дату в Ирландии зафиксированы 43 случая заболевания и первая смерть больного.
27 июня 2020 года было сформировано первое в истории Ирландии коалиционное правительство Фианна Файл и Фине Гэл, которое на первом этапе возглавил лидер Фианна Файл Михол Мартин. Однако в декабре 2022 года в соответствии с достигнутым компромиссом кресло премьер-министра вновь должен занять Варадкар, получивший в кабинете Мартина портфели заместителя премьер-министра и министра предпринимательства, торговли и занятости.

### Премьер-министр Ирландии (2022—2024)
17 декабря 2022 года в соответствии с межпартийной договорённостью о ротации должностей Варадкар вновь занял кресло премьер-министра Ирландии и в тот же день объявил состав своего правительства, в котором Михол Мартин назначен заместителем премьер-министра и министром иностранных дел.

#### Реплика про Эмили Хэнд
После захвата ХАМАСом 7 октября 2023 года во время резни в Беэри, а затем обмена на заключённых 9-летней Эмили Хэнд, Лео Варадкар написал: «Это день огромной радости и облегчения для Эмили Хэнд и её семьи. Невинный ребёнок, который был потерян, теперь найден и возвращён, и мы вздыхаем с облегчением. Наши молитвы были услышаны». В ответ Твиттер добавил ремарку: «Эмили не потерялась, а была похищена террористами ХАМАСа». Глава МИД Израиля ответил Лео Варадкару, что тот пытается легитимизировать террор, а Амир Шперлинг ответил: «Премьер-министр Ирландии: „Прискорбное событие, когда самолёт потерялся в башне“», и добавил фото самолёта, врезавшегося во Всемирный торговый центр в Нью-Йорке 11 сентября 2001 года.
Изначально Варадкар опубликовал своё сообщение как скриншот из внешнего источника, и полный его текст не был виден. 26 ноября 2023 года, когда скандал уже разгорелся, он разместил в Твиттере пост целиком. Официальные лица правительства предложили желающим ознакомиться с полным текстом, в котором ясна отсылка к евангельской притче о блудном сыне («сын мой был мёртв и ожил, пропадал и нашёлся»).

#### Конституционные референдумы
8 марта 2024 года в Ирландии состоялись два референдума о внесении поправок в Конституцию страны, поддержанных Варадкаром. 39-я поправка предлагала расширить определение семьи, включив в него устойчивые связи вне официального брака, а 40-я упраздняла конституционную защиту женщин от возникновения экономической необходимости работать, пренебрегая своими обязанностями дома и в семье. Обе поправки были отклонены избирателями (с результатом соответственно 67 % и 74 %).

#### Отставка
20 марта 2024 года во время уличной пресс-конференции перед домом правительства в Дублине неожиданно объявил журналистам о намерении уйти в отставку «по личным и политическим, но больше по политическим причинам» и о готовности остаться в должности премьер-министра до утверждения парламентом его преемника (при этом заметил, что ирландское имя премьер-министра обеспечит «лучшие позиции» для избрания). Выборы нового партийного лидера запланированы на срок до партийной конференции 6 апреля 2024 года.
24 марта 2024 года новым лидером партии был избран министр высшего образования Саймон Харрис.
9 апреля 2024 года парламент утвердил Саймона Харриса в должности премьер-министра.

## Состав первого правительства Варадкара (14 июня 2017 — 27 июня 2020)
| Должность                                                                   | Имя                  | Партия      | Примечания         |
| --------------------------------------------------------------------------- | -------------------- | ----------- | ------------------ |
| Премьер-министр Ирландии                                                    | Лео Варадкар         | Фине Гэл    |                    |
| Министр обороны                                                             | Лео Варадкар         | Фине Гэл    |                    |
| Заместитель премьер-министра                                                | Фрэнсис Фицджеральд  | Фине Гэл    | До 28 ноября 2017  |
| Заместитель премьер-министра                                                | Саймон Ковни         | Фине Гэл    | С 30 ноября 2017   |
| Министр иностранных дел и торговли                                          | Саймон Ковни         | Фине Гэл    |                    |
| Министр труда, предпринимательства и инноваций                              | Фрэнсис Фицджеральд  | Фине Гэл    | До 28 ноября 2017  |
| Министр труда, предпринимательства и инноваций                              | Лео Варадкар (и. о.) | Фине Гэл    | 28-30 ноября 2017  |
| Министр труда, предпринимательства и инноваций                              | Хизер Хамфрис        | Фине Гэл    | С 30 ноября 2017   |
| Министр юстиции и равенства                                                 | Чарльз Фланаган      | Фине Гэл    |                    |
| Министр сельского хозяйства, продовольствия и мореходства                   | Майкл Крид           | Фине Гэл    |                    |
| Министр искусств и культуры                                                 | Хизер Хамфрис        | Фине Гэл    | До 30 ноября 2017  |
| Министр искусств и культуры                                                 | Джозефа Мадиган      | Фине Гэл    | С 30 ноября 2017   |
| Министр по делам детей и молодёжи                                           | Кэтрин Заппоне       | Независимая |                    |
| Министр связи, борьбы с изменением климата и окружающей среды               | Денис Нотен          | Независимый | До 11 октября 2018 |
| Министр связи, борьбы с изменением климата и окружающей среды               | Ричард Братон        | Фине Гэл    | С 11 октября 2018  |
| Министерство общин и сельских дел                                           | Майкл Ринг           | Фине Гэл    |                    |
| Министр образования и навыков                                               | Ричард Братон        | Фине Гэл    | До 16 октября 2018 |
| Министр образования и навыков                                               | Джо Макхью           | Фине Гэл    | С 16 октября 2018  |
| Министр финансов                                                            | Паскаль Донохью      | Фине Гэл    |                    |
| Министр государственных расходов и реформ                                   | Паскаль Донохью      | Фине Гэл    |                    |
| Министр здравоохранения                                                     | Саймон Харрис        | Фине Гэл    |                    |
| Министр жилищного хозяйства, планирования и местного самоуправления         | Эон Мёрфи            | Фине Гэл    |                    |
| Министр занятости и социальной защиты                                       | Реджина Доэрти       | Фине Гэл    |                    |
| Министр транспорта, туризма и спорта                                        | Шейн Росс            | Независимый |                    |
| Имеют право участвовать в заседаниях правительства                          |                      |             |                    |
| Генеральный прокурор Ирландии                                               | Шеймус Вулф          | Фине Гэл    |                    |
| Главный парламентский организатор правительства                             | Джо Макхью           | Фине Гэл    | До 16 октября 2018 |
| Главный парламентский организатор правительства                             | Шон Кайн             | Фине Гэл    | С 16 октября 2018  |
| Государственный министр по делам лиц с ограниченными возможностями Ирландии | Финиан Макграт       | Независимый |                    |
| Государственный министр Министерства обороны Ирландии                       | Пол Кехо             | Фине Гэл    |                    |

## Состав второго правительства Варадкара (17 декабря 2022 — 9 апреля 2024)
| Должность                                                                                   | Имя              | Партия      | Примечания |
| ------------------------------------------------------------------------------------------- | ---------------- | ----------- | ---------- |
| Премьер-министр Ирландии                                                                    | Лео Варадкар     | Фине Гэл    |            |
| Заместитель премьер-министра                                                                | Михол Мартин     | Фианна Файл |            |
| Министр иностранных дел и торговли                                                          | Михол Мартин     | Фианна Файл |            |
| Министр обороны                                                                             | Михол Мартин     | Фианна Файл |            |
| Министр связи, борьбы с изменением климата и окружающей среды                               | Имон Райан       | Зелёные     |            |
| Министр транспорта                                                                          | Имон Райан       | Зелёные     |            |
| Министр финансов                                                                            | Майкл Макграт    | Фианна Файл |            |
| Министр государственных расходов, национального развития и реформ                           | Паскаль Донахью  | Фине Гэл    |            |
| Министр предпринимательства, торговли и занятости                                           | Саймон Ковни     | Фине Гэл    |            |
| Министр образования                                                                         | Ричард Братон    | Фианна Файл |            |
| Министр туризма, культуры, искусств, гэлтахтов, спорта и средств массовой информации        | Кэтрин Мартин    | Зелёные     |            |
| Министр жилищного хозяйства, местного самоуправления и наследия                             | Дарра О’Брайен   | Фианна Файл |            |
| Министр социальной защиты                                                                   | Хизер Хамфрис    | Фине Гэл    |            |
| Министерство сельских дел и развития общин                                                  | Хизер Хамфрис    | Фине Гэл    |            |
| Министр сельского хозяйства, продовольствия и мореходства                                   | Чарли Макконалог | Фианна Файл |            |
| Министр по делам детей, равенства, лиц с ограниченными возможностями, интеграции и молодёжи | Родерик О’Горман | Зелёные     |            |
| Министр здравоохранения                                                                     | Стивен Доннели   | Фианна Файл |            |
| Министр дополнительного и высшего образования, исследований, инноваций и науки              | Саймон Харрис    | Фине Гэл    |            |
| Министр юстиции                                                                             | Саймон Харрис    | Фине Гэл    |            |
| Министр без портфеля                                                                        | Хелен Макинти    | Фине Гэл    |            |